# Twilight Time (àlbum)
Twilight Time és el segon àlbum d'estudi per la banda de power metal finlandesa Stratovarius. L'àlbum va ser inicialment enregistrat i llençat al mercat només a Finlàndia com a Stratovarius II el febrer de 1992 per la discogràfica Bluelight Records. L'octubre del mateix any, l'àlbum es va reeditar a tot Europa amb una portada totalment nova on s'hi il·lustren uns planetes i sota el nom Twilight Time. Una tercera edició va ser emesa al Japó el juliol sw 1993 sota el segellVictor Entertaiment. En la coberta posterior, el baixista Jari Behm apareix en una foto de banda i als crèdits de l'àlbum, malgrat que en realitat totes les parts del baix en l'àlbum van ser gravades pel guitarrista i cantant Timo Tolkki.
El disc va tenir una molt bona rebuda al Japó, on va romandre 5 mesos en el Top 10 de discos d'importació al Japó i es va convertir en el disc d'importació més venut al Japó l'any 1993.
La Cançó "Break The Ice" va ser editada com a single de l'àlbum.

## Llistat de cançons
Totes les cançons foren compostes per Timo Tolkki.
| Núm. | Títol                         | Lletra               | Durada |
| ---- | ----------------------------- | -------------------- | ------ |
| 1.   | «Break the Ice»               | Tuomo Lassila        | 4:42   |
| 2.   | «The Hands of Time»           | Timo Tolkki, Lassila | 5:35   |
| 3.   | «Madness Strikes at Midnight» | Tolkki               | 7:19   |
| 4.   | «Metal Frenzy»                | Instrumental         | 2:20   |
| 5.   | «Twilight Time»               | Tolkki, Lassila      | 5:50   |
| 6.   | «The Hills Have Eyes»         | Lassila              | 6:19   |
| 7.   | «Out of the Shadows»          | Tolkki, Lassila      | 4:09   |
| 8.   | «Lead Us into the Light»      | Tolkki               | 5:45   |

## Crèdits
- Timo Tolkki – veu, guitarra, baix elèctric, producció
- Antti Ikonen – teclats, producció
- Tuomo Lassila – bateria, percussió, producció
- Juha Heinien – enginyer de so, mescla